# غايل دانيك
غايل دانيك (بالفرنسية: Gaël Danic)‏ (مواليد 19 نوفمبر 1981 في فان - فرنسا) لاعب كرة قدم فرنسي يلعب حاليا لصالح نادي الدرجة الأولى فالينسيان الفرنسي منذ 2008 في مركز الوسط المحوري .

## روابط خارجية
- غايل دانيك على موقع قاعدة بيانات كرة القدم.إي يو (الإنجليزية)
- غايل دانيك على موقع ليكيب (الفرنسية)
- غايل دانيك على موقع Soccerway.com (الإنجليزية)
- غايل دانيك على موقع عالم كرة القدم.نت (الإنجليزية)
- غايل دانيك على موقع AS.com (الإسبانية)
- غايل دانيك على موقع GSA (الإنجليزية)